# سیارک ۱۵۹۸۶
سیارک ۱۵۹۸۶ (به انگلیسی: 15986 Fienga، نامگذاری:1998XU1) پانزده هزار و نهصد و هشتاد و ششمین سیارک کشف شده‌است که در ۷ دسامبر ۱۹۹۸ کشف شد.
قدر مطلق سیارک برابر ۱۶.۲ است.